# آندره فلورشاتز
آندره فلورشاتز (انگلیسی: André Florschütz؛ زادهٔ ۶ اوت ۱۹۷۶) ورزشکار لژسواری اهل آلمان است.
وی در مسابقات کشوری و بین‌المللی در مجموع برندهٔ ۷ مدال طلا، ۷ مدال نقره، ۱ مدال برنز شده‌است.